# Sternbrücke Weimar

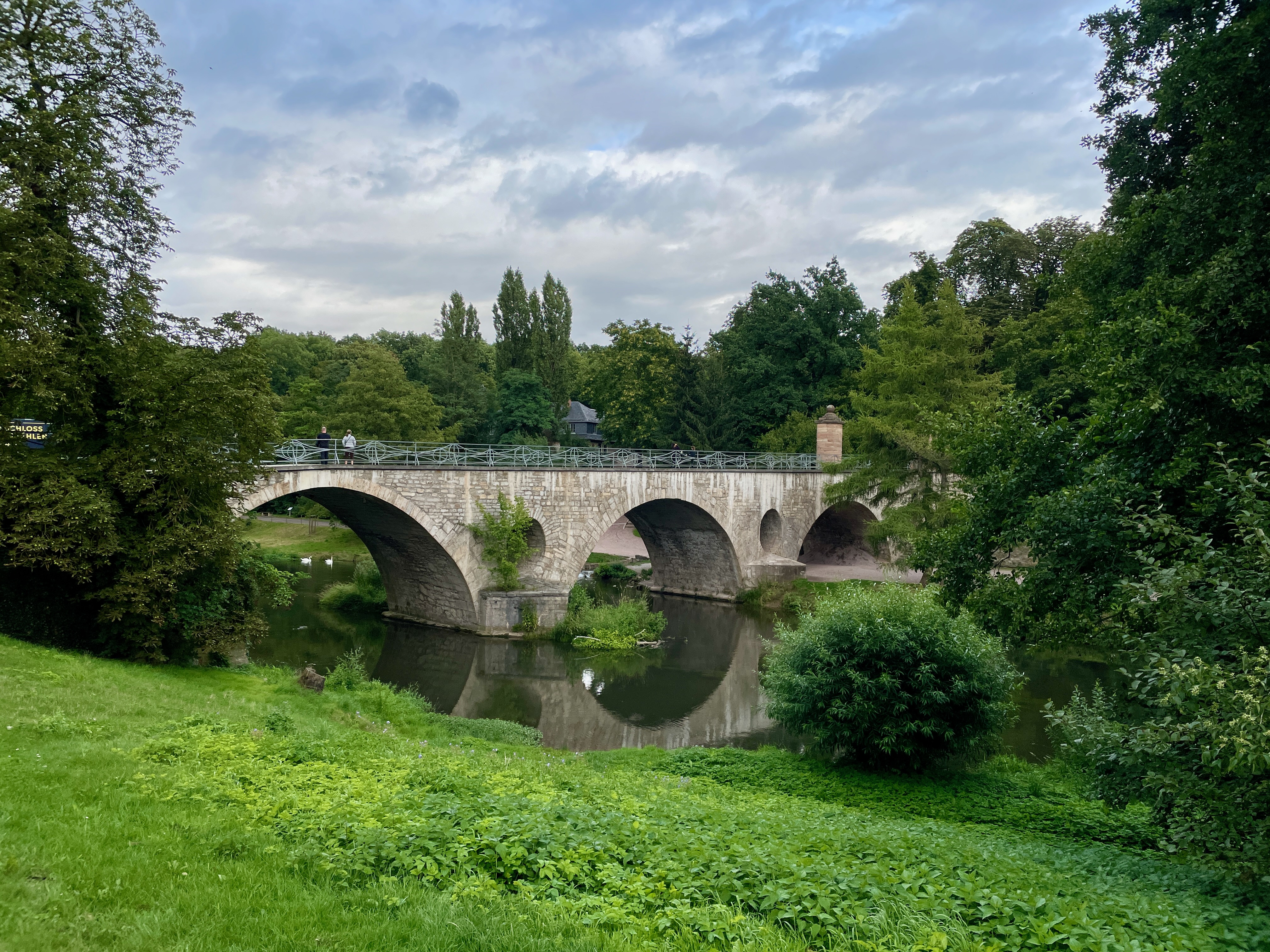
Sternbrücke mit Ilm, 2023

Die Sternbrücke oder Schlossbrücke in Weimar ist das bedeutendste und älteste historische Brückenbauwerk in Weimar, welches erhalten geblieben ist. Sie gilt auch als das architektonisch bedeutendste Brückenbauwerk über die Ilm, zumindest im Weimarer Stadtgebiet.

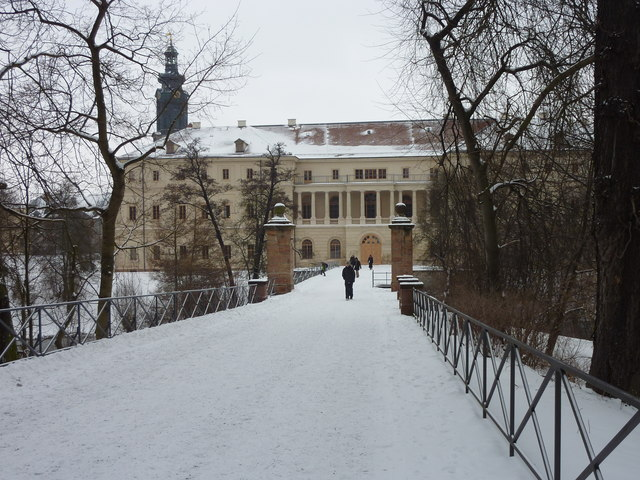
Blick über die Brücke zum Schloss

## Geschichte
Die 62 Meter lange und 7 Meter breite Brücke wurde 1651–1654 von dem thüringischen Baumeister Johann Moritz Richter d. Ä. erbaut im Zuge des Neubaus des Stadtschlosses, der sogenannten „Wilhelmsburg“, das schließlich 1774 bis auf wenige Reste abbrannte. Sie sollte zusammen mit einer Allee, der heutigen Leibnizallee, das Stadtschloss mit den Jagdgebieten verbinden.
Ursprünglich handelte es sich um eine dreibögige Brücke über die Ilm, wobei das östliche Ufer des Flößgrabens mit einer hölzernen Zugbrücke überquert wurde. Davon sind noch die mit Kugeln bekrönten Kettenpfeiler erhalten geblieben, die 1820 abgeblich Clemens Wenzeslaus Coudray in seinem Entwurf für die Neugestaltung des Geländers einbezogen hatte. Nach Rainer Müller war Coudray jedoch nicht der Urheber, sondern vermutlich Heinrich Gentz. Nach ihm wären die alten steinernen Brüstungen durch diese Geländer bereits 1800 bis 1805 ersetzt worden. In der grundlegenden Monographie zu Coudray von Rolf Bothe wurde die Sternbrücke gar nicht erwähnt bzw. erscheint gar nicht im Register. 1794 kam der vierte Kalksteinbogen hinzu, mit der die Zugbrücke entfiel. Außerhalb dieser Kettenpfeiler sind die Eisengewänder allerdings einfach über Kreuz und nicht so geschwungen wie über dem Abschnitt über der Ilm. Herzog Karl August von Sachsen-Weimar-Eisenach (1757–1828) ließ 1798 dann den Floßgraben zuschütten, mit der die Insellage zwischen den Pfeilern, der Ilm und dem Flößgraben aufgehoben wurde. Die Entwurfszeichnung zu der Brücke ist erhalten und befindet sich in der Zentral- und Hochschulbibliothek Luzern. Eine etwas abseits gelegene Einbogenbrücke, das Schalltor oder die Brücke über das Horn führt, ist das notwendige Stück der Verbindung vom Schloss mit der Leibnizallee.
Durch den östlichen Pfeiler gelangt man über eine Treppe vom Park im Bereich des ehemaligen „Stern“ auf die Brücke. Daher wiederum kam die Brücke zu ihrem Namen. Dieses wiederum wurde durch eine 1995 abgeschlossene Rekonstruktion wieder möglich.

## Darstellungen

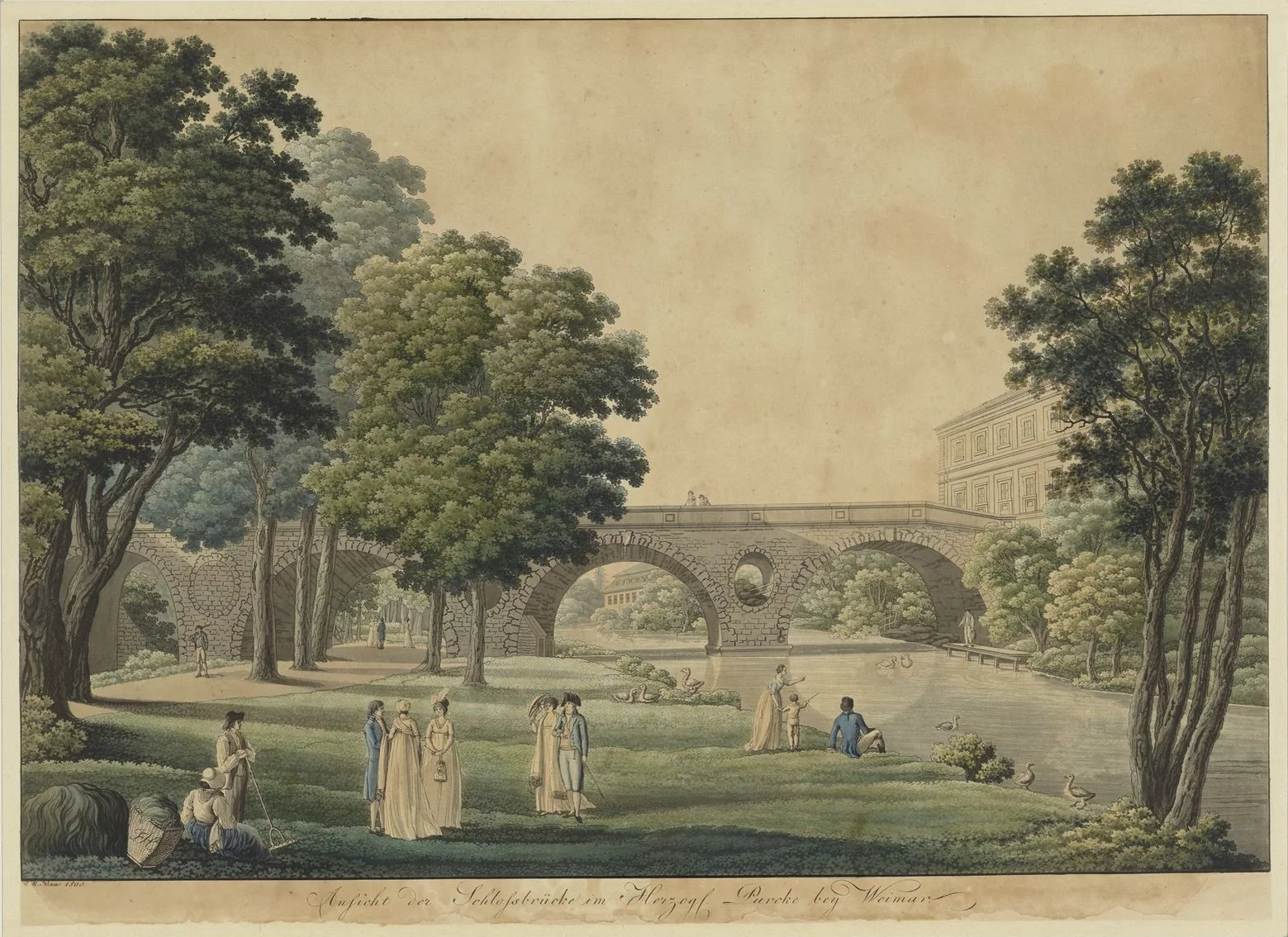
Kolorierte Radierung von Georg Melchior Kraus (um 1800)

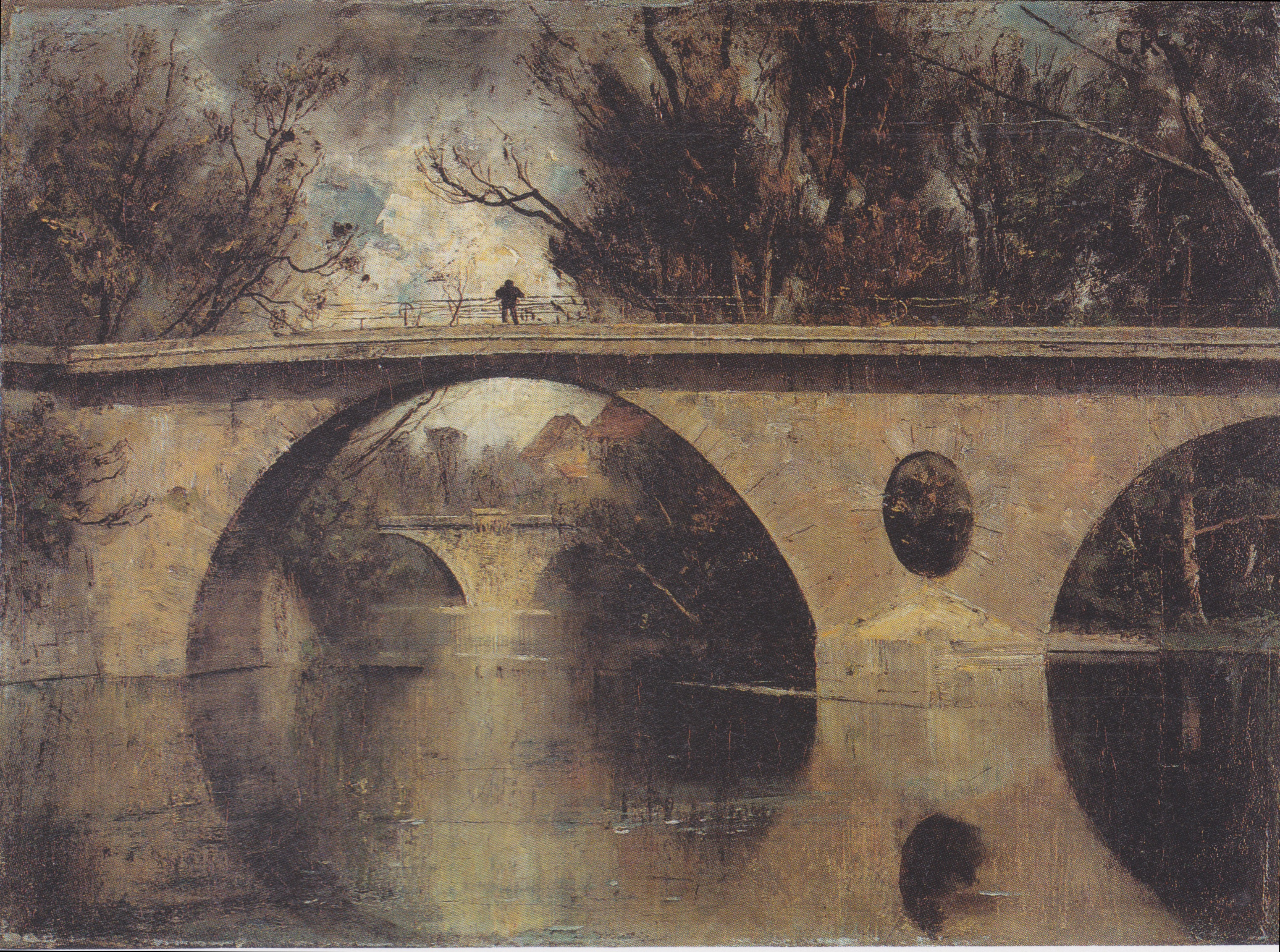
Christian Rohlfs: Sternbrücke in Weimar (um 1887)

Die Brücke mit vier Pfeilern wurde bereits kurz nach Fertigstellung von dem Hofmaler Georg Melchior Kraus radiert. Dieser Bogen wird auch als Leutrabogen bezeichnet, nach der in unmittelbarer Nähe sich befindenden Leutraquelle im Park an der Ilm. Die Brücke selbst bildet die westlichste Ausdehnung des Parks. Kraus bildete die Brücke auch bereits vorher mehrmals ab. Diese wiederum bilden noch ein steinernes Geländer ab, welches bei Coudray durch ein eisernes ersetzt wurde. Auf ornamentalen Schmuck wurde hierbei verzichtet. Den Schmuck bildet des gitterförmig gestaltete Geländer selbst. Die ovalen Öffnungen in den Brückenpfeilern dienen bei Hochwasser als Entlastungsgewölbe. In diesem Zusammenhang ist auch die spitze Einkeilung der Eisbrecher im Bereich des Oberstromes zu sehen, die den Pfeilern vorgelagert sind. Beide Maßnahmen zielten darauf ab, den Widerstand, den die Brücke dem Hochwasser entgegensetzen würde, zu mindern und somit ihre Standfestigkeit gegenüber den Wassermassen zu erhöhen.
Diese Brücke wurde auch von Christian Rohlfs um 1887 im Stile des Impressionismus in Öl auf Leinwand gemalt. Das Gemälde befindet sich im Osthaus Museum Hagen.